# Jordan Woolley
Jordan Woolley (West Long Branch, 1 oktober 1981) is een Amerikaans acteur. Hij is vooral bekend door zijn rol Nick Kasnoff in de soapserie As the World Turns, en door zijn terugkerende rol Egan in de televisieserie The Beautiful Life.